# Betacixius pallidior
Betacixius pallidior är en insektsart som beskrevs av Jacobi 1944. Betacixius pallidior ingår i släktet Betacixius och familjen kilstritar. Inga underarter finns listade i Catalogue of Life.